# Свети Димитър (Жужелци)
Вижте пояснителната страница за други значения на Свети Димитър.
„Света Димитър“ (на гръцки: Αγίος Δημήτριος) е средновековна православна църква, разположен край костурското село Жужелци (Спилеа), Егейска Македония, Гърция. Храмът е част от Госненското архиерейско наместничество на Костурската епархия.
Църквата днес е в руини. Разположена е на хълм, на около 400 m от пътя за Забърдени (Мелантио). Църквата е с малки размери и е силно пострадала от иманяри. В непосредствена близост до руините е изграден малък параклис, посветен на Свети Димитър.